# Teofilo II di Alessandria (copto)
Papa Teofilo II o Teofane (in arabo egiziano ثيوفيلس التانى; ... – 956), è stato il 60º Papa della Chiesa ortodossa copta.
In origine era un monaco del monastero di San Macario (Abu Maqar). È riportato dalle cronache che sia stato ucciso per annegamento da vescovi e chierici perché proferiva bestiemme a causa di una supposta possessione diabolica. 
Mentre secondo fonti più antiche avrebbe regnato dal 953 al 6 dicembre 958 (10 koiak 675), autori contemporanei pongono l'intervallo tra il 952 e il 956.